# Per primo hanno ucciso mio padre
Per primo hanno ucciso mio padre (First They Killed My Father) è un film del 2017 diretto da Angelina Jolie.
La pellicola è l'adattamento cinematografico del libro autobiografico Il lungo nastro rosso (First They Killed My Father: A Daughter of Cambodia Remembers) scritto da Loung Ung, co-sceneggiatrice e produttrice esecutiva del film, pubblicato nel 2000, che racconta il genocidio cambogiano da parte degli khmer rossi.

## Trama
La vita della scrittrice cambogiana Loung Ung e della sua famiglia sotto il regime dei Khmer rossi, dalla conquista di Phnom Penh nel 1975 all'invasione vietnamita della Cambogia nel 1979.

## Produzione
Il 23 luglio 2015 viene annunciato il progetto: Angelina Jolie regista e co-sceneggiatrice dell'adattamento del libro Il lungo nastro rosso per una produzione originale Netflix. Le riprese del film iniziano nel febbraio 2016 a Battambang e proseguono poi a Phnom Penh.

## Promozione
Il primo trailer del film viene diffuso il 2 agosto 2017 dal canale YouTube di Netflix.

## Distribuzione
Il film è stato presentato in anteprima mondiale il 2 settembre 2017 al Telluride Film Festival. e in seguito al Toronto International Film Festival. La pellicola è stata distribuita su Netflix, in tutti i paesi in cui è disponibile, a partire dal 15 settembre 2017.
Il film è stato selezionato per rappresentare la Cambogia ai premi Oscar 2018 nella categoria Oscar al miglior film in lingua straniera.

## Riconoscimenti
- 2018 - Golden Globe[7]
  - Candidatura per il miglior film straniero
- 2018 - British Academy Film Awards[8]
  - Candidatura per il miglior film straniero
- 2017 - National Board of Review Awards[9]
  - Premio per la libertà di espressione
- 2018 - Satellite Award[10]
  - Candidatura per il miglior film straniero
- 2018 - Critics' Choice Awards[11]
  - Candidatura per il miglior film straniero